# Intelligent Systems
Intelligent Systems is een interne afdeling van Nintendo die zich bezighoudt met het ontwikkelen van computerspellen.
Het begon allemaal toen leden van de R&D 1 afdeling van Nintendo zich afsplitste onder leiding van Gunpei Yokoi om een nieuwe afdeling te vormen. Yokoi werkte samen met Intelligent Systems op meerdere titels totdat Yokoi Nintendo verliet na de mislukking van de Virtual Boy. Intelligent Systems is bekend van het maken en uitbreiden van succesvolle Nintendo-reeksen zoals de Metroid-serie, Kid Icarus, Nintendo Wars, Paper Mario en Fire Emblem. In het verleden hebben ze ook hulpmiddelen ontwikkeld voor het maken van computerspellen voor Nintendo, zoals Super Nintendo Emulator SE.

## Games ontwikkeld door Intelligent Systems

### NES
- Soccer
- Golf
- Tennis
- Metroid
- Kid Icarus
- Duck Hunt
- Hogan's Alley
- Donkey Kong
- Nintendo Wars
- Fire Emblem: Ankoku Ryū to Hikari no Tsurugi
- Fire Emblem Gaiden
- Devil World
- Wild Gunman
- Mario Bros.

### SNES
- Super Famicom Wars
- Super Metroid
- Panel de Pon
- Tetris Attack
- Battle Clash
- Fire Emblem: Monshou no Nazo
- Fire Emblem: Seisen no Keifu
- Fire Emblem: Thracia 776
- Metal Combat: Falcon's Revenge

### Nintendo 64
- Paper Mario
- Pokémon Puzzle League
- 64 Wars (geannuleerd)
- Fire Emblem 64 (geannuleerd)
- Metroid 64 (geannuleerd)

### GameCube
- Paper Mario: The Thousand-Year Door
- Fire Emblem: Path of Radiance
- WarioWare, Inc.: Mega Party Game$
- Nintendo Puzzle Collection

### Wii
- Fire Emblem: Radiant Dawn
- WarioWare: Smooth Moves
- Super Paper Mario

### Wii U
- Game & Wario
- Paper Mario: Color Splash

### Nintendo Switch
- Fire Emblem: Three Houses
- Fire Emblem: Engage
- Paper Mario: The Origami King

### Game Boy
- Game Boy Wars
- Metroid II: Return of Samus
- Alleyway
- Golf

### Virtual Boy
- Galactic Pinball

### Game Boy Color
- Pokémon Puzzle Challenge

### Game Boy Advance
- Advance Wars
- Advance Wars 2: Black Hole Rising
- WarioWare, Inc.: Mega Microgame$
- WarioWare: Twisted!
- Metroid Fusion
- Fire Emblem: Fuuin no Tsurugi
- Fire Emblem
- Fire Emblem: The Sacred Stones
- Mario Kart Super Circuit
- Dr. Mario & Puzzle League

### Nintendo DS
- Advance Wars: Dual Strike
- Advance Wars: Dark Conflict
- WarioWare: Touched!

### Nintendo 3DS
- Pullblox
- Fallblox
- Paper Mario: Sticker Star
- Code Name: S.T.E.A.M
- Fire Emblem Awakening
- Fire Emblem Fates
- Fire emblem Echoes: Shadows Of Valentia

## Hardware ontwikkeld door Intelligent Systems
- Super Game Boy
- Super Game Boy 2
- Wide-Boy64
- Game Boy Player